# Battaglia di Ishibashiyama
La battaglia di Ishibashiyama (石橋山の戦い, Ishibashiyama no tatakai), fu una battaglia della guerra Genpei combattuta nel passo di Hakone, monte Ishibashi, nella provincia di Sagami (oggi Odawara, Kanegawa), durante il primo anno della guerra.

## Antefatto
Minamoto no Yoritomo, sostenuto dal clan Hojo, rispose alla chiamata alle armi del principe Mochihito e lasciò Izu, dove era stato confinato dai Taira dopo la sconfitta del padre nella ribellione di Heji, con 300 guerrieri. Quando Kiyomori seppe che Yoritomo aveva lasciato la provincia di Izu e marciava verso Kamakura (Sagami) per ricongiungersi ai clan alleati nella zona, inviò 3000 guerrieri al comando di Ōba Kagechika e Itō Sukechika per fermarlo. Sebbene ci fosse molta simpatia per la chiamata alle armi di Yoritomo, molti clan furono diffidenti a sostenerlo apertamente per paura di una ritorsione dei Taira. Una forza del clan Miura di Sagami, che cercava di unirsi all'esercito di Yoritomo, fu bloccato dal fiume Sakawa che era in piena e non poté arrivare in tempo per la battaglia.

## La battaglia
Yoritomo, arrivato al monte Ishibashi, si accampò coi suoi uomini nel passo di Hakone, innalzando gli stendardi del principe Mochihito. Intanto Ōba Kagechika raggiunse la zona col suo esercito e si accorse della presenza dell'esercito del clan Miura bloccato al di là dal fiume Sakawa. Kagechika sfruttò la situazione organizzando un attacco notturno al campo Minamato per distruggere il nemico prima che potesse ricevere rinforzi.
Quella notte, sfruttando il buio, la tempesta in corso, e la superiorità numerica, Kagechika sferrò un attacco frontale mentre Itō Sukechika aggirava il campo e lo attaccava da dietro. I difensori furono guidati da Yoritomo in una ritirata culminata in una resistenza finale vicino a un albero cavo. Quando tutto era perduto, si dice che Yoritomo si fosse nascosto nel tronco dell'albero con un solo compagno. Qui fu trovato da un guerriero dell'esercito Taira a lui fedele che sfruttando la tempesta e il buio lo portò in salvo dal campo di battaglia. Yoritomo fuggì via mare da Capo Manazuru alla provincia di Awa, nel sud dell'attuale Prefettura di Chiba, il 28 settembre 1180.

## Conseguenze
I Taira non furono in grado di sfruttare la vittoria dato che Yoritomo riuscì a fuggire e raggiungere la provincia di Sagami. Là si riunì con i suoi alleati, radunò un esercito a Chiba e in ottobre prese possesso di Kamakura, la principale roccaforte dei Minamoto, assumendo la guida del clan.